# Petroasa Mare, Timiș
Petroasa Mare (1924: Vecehaza, germană Wetschehausen maghiară Vecsehaza) este un sat în comuna Victor Vlad Delamarina din județul Timiș, Banat, România.

## Localizare
Petroasa Mare se situează în sud-estul județului Timiș, la 6 km sud de municipiul Lugoj. Este străbătut de un drum comunal pe direcția nord-sud, care leagă satul la nord cu Herendești (4 km) și apoi Lugoj, iar la sud cu Visag.

## Istorie
Localitatea a fost întemeiată  în anul 1785 de către coloniști germani (șvabi) care i-au dat numele de Morgenstern. A purtat acest nume pentru puțini ani, pentru că în 1789 a fost schimbat în Vecsey, după numele administratorului cameral Freiherr von Vecsey. În 1809 numele a fost schimbat în Vecseyhaza, iar locuitorii germani i-au spus Wetschehausen, nume pe care au continuat să-l folosească până în ziua de azi. În același timp, locuitorii românii îi spunea Pietroasa Odată cu instalarea administrație române în Banat, numele a fost schimbat în românescul Pietroasa-Mare, pentru ca în 1968 să fie modificat în numele actual de Petroasa Mare.